# Fruktansvärt lycklig
Fruktansvärd lycklig (danska: Frygtelig lykkelig) är en dansk thrillerfilm från 2008. Filmens manus är skrivet av Henrik Ruben Genz och Dunja Gry Jensen efter Erling Jepsens Frygtelig lykkelig från 2004, som är baserat på faktiska händelser. Genz regisserade dessutom filmen.
Handlingen utspelar sig i Højer i Sønderjylland.
Filmen vann i juli 2008 huvudpriset Grand Prix Crystal Globe på den Internationella Filmfestivalen i Karlovy Vary. Redan efter premiärhelgen hade filmen enligt Nordisk Film sålt 31.424 biljetter. Filmen mottog 2009 sju Robert-statuetter, bl.a. för årets spillefilm.

## Rollista
- Jakob Cedergren – Robert Hansen, stadens landsbygdspolis
- Kim Bodnia – Jørgen, Ingerlises man
- Lene Maria Christensen – Ingelise Buhl
- Lars Brygmann – dr. Zerleng